# Tramwaje w Rodez
Tramwaje w Rodez − zlikwidowany system komunikacji tramwajowej we francuskim mieście Rodez, działający w latach 1902−1920.

## Historia
Powodem budowy sieci tramwajowej w Rodez był oddalony o 1,8 km od centrum dworzec kolejowy. Planowano budowę sieci tramwajowej składającej się z 3 linii o rozstawie toru wynoszącym 1000 mm:
- Gare – Palais de Justice
- Palais de Justice – Chemin de Fer de Carnaux
- Circulaire des boulevards

Tramwajami planowano oprócz pasażerów przewozić także towary. Napięcie w sieci trakcyjnej miało wynosić 600 V. Budowę linii tramwajowej o długości 2,2 km od dworca kolejowego rozpoczęto w 1901. Pozostałe dwie linie nie zostały nigdy wybudowane. Jedyną wybudowaną linię otwarto 15 sierpnia 1902. Od początku eksploatacji linia przynosiła straty. Do obsługi linii posiadano 3 tramwaje Schlieren, które zostały wyprodukowane w Szwajcarii. W 1903 dostarczono nowe wagony. Dodatkowo posiadano 4 wagony silnikowe do przewozu towarów oraz dwa wagony doczepne, które zostały dostarczone w 1917. W 1912 otwarto odcinek od Saint-Cyrice do Gare. 3 stycznia 1913 otwarto odcinek Palais de Justice − le boulevard Camille Douls (place du Bourg), wówczas linia osiągnęła długość 3,8 km. Po I wojnie światowej sytuacja tramwajów jeszcze bardziej się pogorszyła i cały czas tramwaje przynosiły straty. W 1920 podjęto decyzję o likwidacji systemu co nastąpiło 5 lipca 1920. Wagony w 1922 sprzedano do Clermont-Ferrand.